# Fabian Giefer
Fabian Giefer (Adenau, 1990. május 17. –) német korosztályos válogatott labdarúgó, a Würzburger Kickers kapusa.

## Pályafutása

### Ifjúsági szinten
A Rajna-vidék-Pfalzben Adenau városában született. Ifjúsági pályafutását az 1. FC Oberahr csapatánál kezdte, majd a Tura Lommersdorf klubjában szerepelt mielőtt a Bayer Leverkusen akadémiájára került. Itt a második csapatban szerepelt, majd az első csapatban is bemutatkozott.

### Bayer Leverkusen
2009. november 6-án debütált az Eintracht Frankfurt elleni Bundesliga mérkőzésen. A mérkőzést 4-0-a nyerték meg és végig a pályán tartózkodott. 2010. december 1-jén debütált az Európa-ligában a Rosenborg BK ellen, amikor René Adlert helyettesítette.
2011. augusztus 7-én az 1. FSV Mainz 05 elleni bajnoki mérkőzésen agyrázkódást szenvedett, majd kijelentette, hogy semmire sem emlékszik a történtekből.

### Fortuna Düsseldorf
2012. június 4-én bejelentették, hogy 2 évre aláírt a Fortuna Düsseldorf csapatához. A Bayern München is szerette volna leigazolni, de Giefer nemet mondott, mivel ő első csapatban akart védeni és Manuel Neuer mellett nem lett volna esélye. A német kupában a Wacker Burghausen ellen

### Schalke 04
2014 júniusában csatlakozott a Schalke 04 csapatához.

## Válogatott
Részt vett a 2007-es U17-es labdarúgó-világbajnokságon a német u17-es labdarúgó-válogatott tagjaként.